# PMT (기업)
주식회사 PMT는 대한민국의 반도체 검사용 프로브 카드 기업으로, 본사는 충청남도 아산시 음봉면 연암율금로 77-20에 있다.

## 역사
2023년 마이크로프랜드에서 현재의 상호로 변경하였다.

### 내용주
1. ↑  공모가 7,300원에 코스닥 시장에 상장